# Sporhaplus
Sporhaplus is een monotypisch geslacht van schimmels in de familie Roccellaceae. Het bevat alleen Sporhaplus rondoniensis.